# Evaristo López
Evaristo López (Goya, 1824 - Buenos Aires, 1873) fue un hacendado y político argentino que ejerció como Gobernador de la provincia de Corrientes entre los años 1865 y 1868.
Nacido en el entonces pueblo de Goya, se dedicó desde su juventud a la actividad ganadera y tuvo un papel político secundario en la época de las campañas correntinas contra Rosas como jefe político de su pueblo y como oficial de milicias. Se casó en 1855 con Isabel Soto, de quien tendría cuatro hijos.
Era amigo y hombre de confianza del general Nicanor Cáceres, caudillo del sur de la provincia de Corrientes, y colaboró en la formación de milicias durante la invasión paraguaya de Corrientes en 1865. Esto le valió la candidatura a la gobernación de la provincia cuando esta fue evacuada por las fuerzas paraguayas; una Junta Electoral reunida en la capital lo nombró gobernador, asumiendo el 1 de enero de 1866, aunque el período de su antecesor, Manuel Lagraña, había caducado en la Navidad anterior.
Sus ministros y colaboradores eran prestigiosos miembros de los dos partidos en que se dividía la política en esa época, el Liberal y el Federal: Wenceslao Díaz Colodrero, Pedro Reyna, Fernando Arias, Juan Lagraña, Fidel Sáenz Cavia y Desiderio Sosa. A estos se sumó, durante un corto período, el periodista porteño José Hernández. El gobernador había ofrecido la vicegobernación a José Pampín, pero este se rehusó, por lo que fue acompañado por el médico José Ramón Vidal.
Durante su gestión tuvo lugar el período más álgido de la Guerra del Paraguay: la campaña de Humaitá; miles de correntinos participaron en la guerra. La actividad económica derivada del tránsito y acantonamiento de tropas en territorio correntino permitió un importante auge comercial y económico para la provincia durante el mandato de López.
La oposición liberal nunca se avino a admitir el triunfo federal; una primera revolución, dirigida por un abogado de apellido Benítez, fue fácilmente vencida en septiembre de 1866. Cuando se inició la campaña política por la sucesión presidencial de Bartolomé Mitre obtuvieron firmes apoyos a sus conspiraciones contra el gobernador, principalmente entre los oficiales mitristas del Ejército acantonado en la capital. De modo que el 27 de mayo de 1868, con apoyo nacional, los liberales rodearon la casa del gobernador López, forzándolo a presentar la renuncia. Su principal apoyo estaba en el sur de la provincia, en las fuerzas del general Cáceres, de modo que marchó a su encuentro. Cáceres tardó varias semanas en reaccionar, pero finalmente marchó hacia la capital provincial, llevando en sus fuerzas a López. Los federales obtuvieron la victoria en la batalla de Arroyo Garay, del 31 de julio.
Pero las fuerzas nacionales acantonadas en las cercanías de Corrientes ocuparon la capital y se pusieron a órdenes del gobernador usurpador, Victorio Torrent, con lo que las fuerzas federales no tuvieron otra opción que retroceder hacia el sur. El presidente Mitre envió tropas y jefes para obligar a Cáceres a reconocer al gobernador golpista.
López y Cáceres se refugiaron en la provincia de Entre Ríos, de la que el general regresó pronto a Corrientes. López prefirió no volver, y al parecer residió algún tiempo en Rosario y luego en Buenos Aires, donde falleció en el año 1873.
Una calle de la ciudad de Goya lleva su nombre.